# Élections législatives de 1993 dans le Nord
Les élections législatives françaises de 1993  se déroulent les 21 et 28 mars 1993. Dans le département du Nord, vingt-quatre députés sont à élire dans le cadre de vingt-quatre circonscriptions.

## Élus
| Circonscription | Député sortant                               | Parti | Parti         | Député élu ou réélu     | Parti | Parti         |
| --------------- | -------------------------------------------- | ----- | ------------- | ----------------------- | ----- | ------------- |
| 1e              | Pierre Mauroy                                |       | PS            | Colette Codaccioni      |       | RPR           |
| 2e              | Bernard Derosier                             |       | PS            | Bernard Derosier        |       | PS            |
| 3e              | Claude Dhinnin                               |       | RPR           | Claude Dhinnin          |       | RPR           |
| 4e              | Marc-Philippe Daubresse                      |       | UDF (CDS)     | Marc-Philippe Daubresse |       | UDF (CDS)     |
| 5e              | Denise Cacheux                               |       | PS            | Bernard Davoine         |       | PS            |
| 6e              | Robert Anselin                               |       | PS            | Thierry Lazaro          |       | RPR           |
| 7e              | Bernard Carton                               |       | PS            | Michel Ghysel           |       | RPR           |
| 8e              | Gérard Vignoble                              |       | UDF (CDS)     | Gérard Vignoble         |       | UDF (CDS)     |
| 9e              | Serge Charles                                |       | RPR           | Serge Charles           |       | RPR           |
| 10e             | Jean-Pierre Balduyck                         |       | PS            | Christian Vanneste      |       | RPR           |
| 11e             | Yves Durand                                  |       | PS            | Françoise Hostalier     |       | UDF (PR)      |
| 12e             | Albert Denvers                               |       | PS            | Régis Fauchoit          |       | Divers gauche |
| 13e             | André Delattre suppléant de Michel Delebarre |       | PS            | Emmanuel Dewees         |       | RPR           |
| 14e             | Charles Paccou                               |       | RPR           | Gabriel Deblock         |       | RPR           |
| 15e             | Maurice Sergheraert                          |       | Divers droite | Marie-Fanny Gournay     |       | RPR           |
| 16e             | Georges Hage                                 |       | PCF           | Georges Hage            |       | PCF           |
| 17e             | Marc Dolez                                   |       | PS            | Jacques Vernier         |       | RPR           |
| 18e             | Jean Le Garrec                               |       | PS            | Claude Pringalle        |       | RPR           |
| 19e             | René Carpentier suppléant de Gustave Ansart  |       | PCF           | René Carpentier         |       | PCF           |
| 20e             | Alain Bocquet                                |       | PCF           | Alain Bocquet           |       | PCF           |
| 21e             | Fabien Thiémé                                |       | PCF           | Jean-Louis Borloo       |       | Divers droite |
| 22e             | Christian Bataille                           |       | PS            | Christian Bataille      |       | PS            |
| 23e             | Umberto Battist                              |       | PS            | Jean-Claude Decagny     |       | UDF (PSD)     |
| 24e             | Marcel Dehoux                                |       | PS            | Alain Poyart            |       | RPR           |

## Positionnement des partis
Les candidats d'alliance RPR-UDF et divers droite se présentent sous la bannière de l'Union pour la France et ceux du Parti socialiste derrière l'Alliance des Français pour le Progrès. Par ailleurs, Les Verts et Génération écologie s'unissent sous l'étiquette Entente des écologistes.

## Résultats

### Résultats à l'échelle du département
| Parti          | Parti                                       | Premier tour | Premier tour | Second tour | Second tour | Sièges |
| Parti          | Parti                                       | Voix         | %            | Voix        | %           | Sièges |
| -------------- | ------------------------------------------- | ------------ | ------------ | ----------- | ----------- | ------ |
|                | Rassemblement pour la République            | 227 792      | 20,62        | 322 820     | 30,94       | 12     |
|                | Union pour la démocratie française          | 105 046      | 9,51         | 146 119     | 14,01       | 4      |
|                | Divers droite                               | 70 844       | 6,41         | 51 719      | 4,96        | 1      |
|                | Centre national des indépendants et paysans | 7 533        | 0,68         |             |             | 0      |
|                | Union pour la France                        | 411 215      | 37,23        | 520 658     | 49,91       | 17     |
|                |                                             |              |              |             |             |        |
|                | Parti socialiste                            | 204 878      | 18,55        | 313 918     | 30,09       | 3      |
|                | Divers gauche (Maj. prés.)                  | 15 858       | 1,44         | 29 212      | 2,80        | 1      |
|                | Mouvement des radicaux de gauche            | 4 454        | 0,40         |             |             | 0      |
|                | Alliance des Français pour le progrès       | 225 190      | 20,39        | 343 130     | 32,89       | 4      |
|                |                                             |              |              |             |             |        |
|                | Les Verts                                   | 45 885       | 4,15         |             |             | 0      |
|                | Génération écologie                         | 30 627       | 2,77         | 0           |             |        |
|                | Entente des écologistes                     | 76 512       | 6,93         |             |             | 0      |
|                |                                             |              |              |             |             |        |
|                | Front national                              | 170 306      | 15,42        | 55 568      | 5,33        | 0      |
|                | Parti communiste français                   | 152 339      | 13,79        | 123 855     | 11,87       | 3      |
|                | Divers écologiste dont LT-LNÉ               | 42 967       | 3,89         |             |             | 0      |
|                | Extrême gauche dont LCR, LO, PT et SÉGA     | 19 803       | 1,79         | 0           |             |        |
|                | Divers dont MDD                             | 4 969        | 0,45         | 0           |             |        |
|                | Extrême droite                              | 812          | 0,07         | 0           |             |        |
|                | Mouvement des citoyens                      | 399          | 0,04         | 0           |             |        |
|                |                                             |              |              |             |             |        |
| Inscrits       | Inscrits                                    | 1 659 141    | 100,00       | 1 596 049   | 100,00      | 24     |
| Abstentions    | Abstentions                                 | 494 764      | 29,82        | 468 405     | 29,35       |        |
| Votants        | Votants                                     | 1 164 377    | 70,18        | 1 127 644   | 70,65       |        |
| Blancs et nuls | Blancs et nuls                              | 59 865       | 5,14         | 84 433      | 7,49        |        |
| Exprimés       | Exprimés                                    | 1 104 512    | 94,86        | 1 043 211   | 92,51       |        |

### Résultats par circonscription

#### Première circonscription (Lille-Sud)
| Candidat       | Candidat                | Parti          | Premier tour | Premier tour | Second tour | Second tour |  |
| Candidat       | Candidat                | Parti          | Voix         | %            | Voix        | %           |  |
| -------------- | ----------------------- | -------------- | ------------ | ------------ | ----------- | ----------- |  |
|                | Colette Codaccioni élue | RPR (UPF)      | 11 261       | 33,53        | 17 096      | 50,87       |  |
|                | Bernard Roman           | PS (ADFP)      | 9 549        | 28,44        | 16 514      | 49,13       |  |
|                | Carl Lang               | FN             | 5 199        | 15,48        |             |             |  |
|                | Pierre Bellanger        | Les Verts (EÉ) | 2 743        | 8,17         |             |             |  |
|                | Éric Corbeaux           | PCF            | 1 929        | 5,74         |             |             |  |
|                | Franck Letierce         | LT-LNÉ         | 925          | 2,75         |             |             |  |
|                | Nicole Baudrin          | LO             | 703          | 2,09         |             |             |  |
|                | Pierre-Marc Pinel       | Divers gauche  | 452          | 1,35         |             |             |  |
|                | Michel Mercier          | SÉGA           | 361          | 1,08         |             |             |  |
|                | Jean-Marie Glantzlen    | UÉD            | 218          | 0,65         |             |             |  |
|                | Christian Ducrot        | AP             | 165          | 0,49         |             |             |  |
|                | Yves Mottin             | PLN            | 76           | 0,23         |             |             |  |
|                |                         |                |              |              |             |             |  |
| Inscrits       | Inscrits                | Inscrits       | 56 343       | 100,00       | 56 343      | 100,00      |  |
| Abstentions    | Abstentions             | Abstentions    | 21 372       | 37,93        | 18 632      | 33,07       |  |
| Votants        | Votants                 | Votants        | 34 971       | 62,07        | 37 711      | 66,93       |  |
| Blancs et nuls | Blancs et nuls          | Blancs et nuls | 1 390        | 3,97         | 4 101       | 10,87       |  |
| Exprimés       | Exprimés                | Exprimés       | 33 581       | 96,03        | 33 610      | 89,13       |  |

#### Deuxième circonscription (Lille-Est)
| Candidat       | Candidat                       | Parti          | Premier tour | Premier tour | Second tour | Second tour |  |
| Candidat       | Candidat                       | Parti          | Voix         | %            | Voix        | %           |  |
| -------------- | ------------------------------ | -------------- | ------------ | ------------ | ----------- | ----------- |  |
|                | Thierry Degraeve               | RPR (UPF)      | 12 871       | 29,81        | 20 880      | 48,88       |  |
|                | Bernard Derosier sortant réélu | PS (ADFP)      | 11 327       | 26,24        | 21 839      | 51,12       |  |
|                | Philippe Bernard               | FN             | 6 891        | 15,96        |             |             |  |
|                | Ronald Charbaut                | Les Verts (EÉ) | 4 585        | 10,62        |             |             |  |
|                | Jean-Raymond de Grève          | PCF            | 3 604        | 8,35         |             |             |  |
|                | Alice Delarbre                 | LT-LNÉ         | 2 080        | 4,82         |             |             |  |
|                | Jean-Marc Grodzki              | LO             | 1 196        | 2,77         |             |             |  |
|                | Vladimir Nieddu                | LCR            | 372          | 0,86         |             |             |  |
|                | Fred Planque                   | PLN            | 248          | 0,57         |             |             |  |
|                |                                |                |              |              |             |             |  |
| Inscrits       | Inscrits                       | Inscrits       | 69 321       | 100,00       | 69 321      | 100,00      |  |
| Abstentions    | Abstentions                    | Abstentions    | 23 792       | 34,32        | 23 189      | 33,45       |  |
| Votants        | Votants                        | Votants        | 45 529       | 65,68        | 46 132      | 66,55       |  |
| Blancs et nuls | Blancs et nuls                 | Blancs et nuls | 2 355        | 5,17         | 3 413       | 7,4         |  |
| Exprimés       | Exprimés                       | Exprimés       | 43 174       | 94,83        | 42 719      | 92,6        |  |

#### Troisième circonscription (Lille-Nord)
| Candidat       | Candidat                     | Parti          | Premier tour | Premier tour | Second tour | Second tour |  |
| Candidat       | Candidat                     | Parti          | Voix         | %            | Voix        | %           |  |
| -------------- | ---------------------------- | -------------- | ------------ | ------------ | ----------- | ----------- |  |
|                | Claude Dhinnin sortant réélu | RPR (UPF)      | 14 217       | 41,98        | 19 789      | 61,7        |  |
|                | Paul Besson                  | PS (ADFP)      | 5 724        | 16,9         | 12 285      | 38,3        |  |
|                | Rémi Castermans              | FN             | 5 416        | 15,99        |             |             |  |
|                | Dominique Plancke            | Les Verts (EÉ) | 3 704        | 10,94        |             |             |  |
|                | Sylviane Delacroix           | PCF            | 2 195        | 6,48         |             |             |  |
|                | Pascal Bourriez              | LT-LNÉ         | 1 413        | 4,17         |             |             |  |
|                | Dominique Brunet             | LCR            | 629          | 1,86         |             |             |  |
|                | Richard Mortreu              | MDD            | 440          | 1,3          |             |             |  |
|                | Alain Mierzwa                | PLN            | 132          | 0,39         |             |             |  |
|                |                              |                |              |              |             |             |  |
| Inscrits       | Inscrits                     | Inscrits       | 56 412       | 100,00       | 56 414      | 100,00      |  |
| Abstentions    | Abstentions                  | Abstentions    | 20 965       | 37,16        | 21 648      | 38,37       |  |
| Votants        | Votants                      | Votants        | 35 447       | 62,84        | 34 766      | 61,63       |  |
| Blancs et nuls | Blancs et nuls               | Blancs et nuls | 1 577        | 4,45         | 2 692       | 7,74        |  |
| Exprimés       | Exprimés                     | Exprimés       | 33 870       | 95,55        | 32 074      | 92,26       |  |

#### Quatrième circonscription (Lille-Ouest)
| Candidat       | Candidat                              | Parti          | Premier tour | Premier tour | Second tour | Second tour |  |
| Candidat       | Candidat                              | Parti          | Voix         | %            | Voix        | %           |  |
| -------------- | ------------------------------------- | -------------- | ------------ | ------------ | ----------- | ----------- |  |
|                | Marc-Philippe Daubresse sortant réélu | UDF (CDS)      | 20 086       | 47,19        | 26 931      | 73,97       |  |
|                | Gilles Alexandre                      | FN             | 6 801        | 15,98        | 9 477       | 26,03       |  |
|                | Paul Lauérière                        | PS (ADFP)      | 5 867        | 13,78        |             |             |  |
|                | Nicole Knecht                         | GÉ (EÉ)        | 3 603        | 8,46         |             |             |  |
|                | Yves Le Meur                          | PCF            | 3 111        | 7,31         |             |             |  |
|                | Raymond Bigotte                       | LT-LNÉ         | 1 497        | 3,52         |             |             |  |
|                | Jean-Michel Beurrier                  | PT             | 848          | 1,99         |             |             |  |
|                | Jacques Defives                       | LCR            | 566          | 1,33         |             |             |  |
|                | Jean-Jacques Hoogstoel                | PLN            | 187          | 0,44         |             |             |  |
|                |                                       |                |              |              |             |             |  |
| Inscrits       | Inscrits                              | Inscrits       | 65 019       | 100,00       | 65 019      | 100,00      |  |
| Abstentions    | Abstentions                           | Abstentions    | 20 173       | 31,03        | 23 287      | 35,82       |  |
| Votants        | Votants                               | Votants        | 44 846       | 68,97        | 41 732      | 64,18       |  |
| Blancs et nuls | Blancs et nuls                        | Blancs et nuls | 2 280        | 5,08         | 5 324       | 12,76       |  |
| Exprimés       | Exprimés                              | Exprimés       | 42 566       | 94,92        | 36 408      | 87,24       |  |

#### Cinquième circonscription (Seclin)
| Candidat       | Candidat            | Parti          | Premier tour | Premier tour | Second tour | Second tour |  |
| Candidat       | Candidat            | Parti          | Voix         | %            | Voix        | %           |  |
| -------------- | ------------------- | -------------- | ------------ | ------------ | ----------- | ----------- |  |
|                | Bernard Davoine élu | PS (ADFP)      | 11 332       | 21,5         | 25 003      | 50,14       |  |
|                | Marcel Deraedt      | RPR            | 9 583        | 18,18        | 24 863      | 49,86       |  |
|                | Jacques Bourrez     | FN             | 8 325        | 15,79        |             |             |  |
|                | Philippe Barret     | app. UDF       | 8 040        | 15,25        |             |             |  |
|                | Jean-Claude Willem  | PCF            | 6 992        | 13,27        |             |             |  |
|                | Eugène Delrue       | Les Verts (EÉ) | 4 235        | 8,03         |             |             |  |
|                | Yves Massa          | LT-LNÉ         | 2 386        | 4,53         |             |             |  |
|                | Régis Debliqui      | LO             | 1 513        | 2,87         |             |             |  |
|                | Ariette Lefebvre    | PLN            | 303          | 0,57         |             |             |  |
|                |                     |                |              |              |             |             |  |
| Inscrits       | Inscrits            | Inscrits       | 79 278       | 100,00       | 79 277      | 100,00      |  |
| Abstentions    | Abstentions         | Abstentions    | 23 513       | 29,66        | 24 235      | 30,57       |  |
| Votants        | Votants             | Votants        | 55 765       | 70,34        | 55 042      | 69,43       |  |
| Blancs et nuls | Blancs et nuls      | Blancs et nuls | 3 056        | 5,48         | 5 176       | 9,4         |  |
| Exprimés       | Exprimés            | Exprimés       | 52 709       | 94,52        | 49 866      | 90,6        |  |

#### Sixième circonscription (Orchies)
| Candidat       | Candidat             | Parti          | Premier tour | Premier tour | Second tour | Second tour |  |
| Candidat       | Candidat             | Parti          | Voix         | %            | Voix        | %           |  |
| -------------- | -------------------- | -------------- | ------------ | ------------ | ----------- | ----------- |  |
|                | Thierry Lazaro élu   | RPR (UPF)      | 11 336       | 23,33        | 27 968      | 59,14       |  |
|                | Robert Vandelanoitte | Divers droite  | 9 570        | 19,69        | Retrait     | Retrait     |  |
|                | Dominique Bailly     | PS (ADFP)      | 8 589        | 17,67        | 19 327      | 40,86       |  |
|                | Joël Jollec          | FN             | 6 221        | 12,8         |             |             |  |
|                | Maxime Carlier       | PCF            | 4 593        | 9,45         |             |             |  |
|                | Roger Catteau        | GÉ (EÉ)        | 4 331        | 8,91         |             |             |  |
|                | Philippe Lejeune     | Divers gauche  | 2 255        | 4,64         |             |             |  |
|                | Brigitte Colin       | LT-LNÉ         | 1 704        | 3,51         |             |             |  |
|                |                      |                |              |              |             |             |  |
| Inscrits       | Inscrits             | Inscrits       | 68 483       | 100,00       | 68 479      | 100,00      |  |
| Abstentions    | Abstentions          | Abstentions    | 17 136       | 25,02        | 17 066      | 24,92       |  |
| Votants        | Votants              | Votants        | 51 347       | 74,98        | 51 413      | 75,08       |  |
| Blancs et nuls | Blancs et nuls       | Blancs et nuls | 2 748        | 5,35         | 4 118       | 8,01        |  |
| Exprimés       | Exprimés             | Exprimés       | 48 599       | 94,65        | 47 295      | 91,99       |  |

#### Septième circonscription (Roubaix-Est)
| Candidat       | Candidat               | Parti          | Premier tour | Premier tour | Second tour | Second tour |  |
| Candidat       | Candidat               | Parti          | Voix         | %            | Voix        | %           |  |
| -------------- | ---------------------- | -------------- | ------------ | ------------ | ----------- | ----------- |  |
|                | Michel Ghysel élu      | RPR (UPF)      | 13 299       | 31,62        | 17 809      | 40,36       |  |
|                | Pierre Ceyrac          | FN             | 9 285        | 22,07        | 11 007      | 24,94       |  |
|                | Bernard Carton sortant | PS (ADFP)      | 8 995        | 21,38        | 15 312      | 34,7        |  |
|                | Jacky Minard           | GÉ (EÉ)        | 3 067        | 7,29         |             |             |  |
|                | Jean-Pierre Marescaux  | PCF            | 2 337        | 5,56         |             |             |  |
|                | Claudie Decalf         | LT-LNÉ         | 1 813        | 4,31         |             |             |  |
|                | Hubert Caron           | MDD            | 1 286        | 3,06         |             |             |  |
|                | Françoise Delbarre     | LO             | 1 080        | 2,57         |             |             |  |
|                | Abdlmajide Rokja       | Divers         | 298          | 0,71         |             |             |  |
|                | Francis Cléry          | AP             | 256          | 0,61         |             |             |  |
|                | Christian Veldeman     | LCR            | 248          | 0,59         |             |             |  |
|                | Raphaël Selosse        | PLN            | 99           | 0,24         |             |             |  |
|                |                        |                |              |              |             |             |  |
| Inscrits       | Inscrits               | Inscrits       | 66 562       | 100,00       | 66 562      | 100,00      |  |
| Abstentions    | Abstentions            | Abstentions    | 22 286       | 33,48        | 20 443      | 30,71       |  |
| Votants        | Votants                | Votants        | 44 276       | 66,52        | 46 119      | 69,29       |  |
| Blancs et nuls | Blancs et nuls         | Blancs et nuls | 2 213        | 5            | 1 991       | 4,32        |  |
| Exprimés       | Exprimés               | Exprimés       | 42 063       | 95           | 44 128      | 95,68       |  |

#### Huitième circonscription (Roubaix-Ouest)
| Candidat       | Candidat                      | Parti          | Premier tour | Premier tour | Second tour | Second tour |  |
| Candidat       | Candidat                      | Parti          | Voix         | %            | Voix        | %           |  |
| -------------- | ----------------------------- | -------------- | ------------ | ------------ | ----------- | ----------- |  |
|                | Gérard Vignoble sortant réélu | UDF (CDS)      | 16 421       | 40,83        | 25 936      | 68,3        |  |
|                | Jean-Pierre Gendron           | FN             | 8 743        | 21,74        | 12 036      | 31,7        |  |
|                | Marie-Odile Rousseaux         | PS (ADFP)      | 5 761        | 14,32        |             |             |  |
|                | Joël Campagne                 | Les Verts (EÉ) | 2 702        | 6,72         |             |             |  |
|                | Jean-Claude Naveteur          | PCF            | 2 336        | 5,81         |             |             |  |
|                | Yves Bouillon                 | LT-LNÉ         | 1 860        | 4,62         |             |             |  |
|                | Marc Dubrul                   | LO             | 1 136        | 2,82         |             |             |  |
|                | Françoise Terrier             | MDD            | 995          | 2,47         |             |             |  |
|                | Brigitte Quaghebeur           | PLN            | 267          | 0,66         |             |             |  |
|                |                               |                |              |              |             |             |  |
| Inscrits       | Inscrits                      | Inscrits       | 65 795       | 100,00       | 65 795      | 100,00      |  |
| Abstentions    | Abstentions                   | Abstentions    | 23 843       | 36,24        | 24 269      | 36,89       |  |
| Votants        | Votants                       | Votants        | 41 952       | 63,76        | 41 526      | 63,11       |  |
| Blancs et nuls | Blancs et nuls                | Blancs et nuls | 1 731        | 4,13         | 3 554       | 8,56        |  |
| Exprimés       | Exprimés                      | Exprimés       | 40 221       | 95,87        | 37 972      | 91,44       |  |

#### Neuvième circonscription (Tourcoing-Sud)
|                | Serge Charles sortant réélu | RPR (UPF)      | 22 019 | 53,47  |  |  |  |
|                | Michel Ximenes              | FN             | 7 337  | 17,82  |  |  |  |
|                | Franz Quatreboeufs          | MRG (ADFP)     | 4 454  | 10,82  |  |  |  |
|                | Étienne Forest              | GÉ (EÉ)        | 3 307  | 8,03   |  |  |  |
|                | Didier Roussel              | PCF            | 2 304  | 5,59   |  |  |  |
|                | Didier Dedrye               | LT-LNÉ         | 1 426  | 3,46   |  |  |  |
|                | Christian Eloy              | PLN            | 336    | 0,82   |  |  |  |
|                |                             |                |        |        |  |  |  |
| Inscrits       | Inscrits                    | Inscrits       | 63 081 | 100,00 |  |  |  |
| Abstentions    | Abstentions                 | Abstentions    | 20 262 | 32,12  |  |  |  |
| Votants        | Votants                     | Votants        | 42 819 | 67,88  |  |  |  |
| Blancs et nuls | Blancs et nuls              | Blancs et nuls | 1 636  | 3,82   |  |  |  |
| Exprimés       | Exprimés                    | Exprimés       | 41 183 | 96,18  |  |  |  |

#### Dixième circonscription (Tourcoing-Nord)
| Candidat       | Candidat                     | Parti          | Premier tour | Premier tour | Second tour | Second tour |  |
| Candidat       | Candidat                     | Parti          | Voix         | %            | Voix        | %           |  |
| -------------- | ---------------------------- | -------------- | ------------ | ------------ | ----------- | ----------- |  |
|                | Christian Vanneste élu       | RPR (UPF)      | 14 670       | 32,09        | 18 578      | 38,6        |  |
|                | Christian Baeckeroot         | FN             | 12 343       | 27           | 13 178      | 27,38       |  |
|                | Jean-Pierre Balduyck sortant | PS (ADFP)      | 10 733       | 23,48        | 16 372      | 34,02       |  |
|                | Michel-Antoine Callens       | Les Verts (EÉ) | 2 917        | 6,38         |             |             |  |
|                | Francine Vanoverberghe       | PCF            | 2 721        | 5,95         |             |             |  |
|                | Valerie Diduch               | LT-LNÉ         | 1 940        | 4,24         |             |             |  |
|                | Bénédicte Bader-Goetz        | AP             | 391          | 0,86         |             |             |  |
|                | Odile Lefebvre               | PLN            | 2            | 0            |             |             |  |
|                |                              |                |              |              |             |             |  |
| Inscrits       | Inscrits                     | Inscrits       | 69 367       | 100,00       | 69 367      | 100,00      |  |
| Abstentions    | Abstentions                  | Abstentions    | 21 589       | 31,12        | 19 458      | 28,05       |  |
| Votants        | Votants                      | Votants        | 47 778       | 68,88        | 49 909      | 71,95       |  |
| Blancs et nuls | Blancs et nuls               | Blancs et nuls | 2 061        | 4,31         | 1 781       | 3,57        |  |
| Exprimés       | Exprimés                     | Exprimés       | 45 717       | 95,69        | 48 128      | 96,43       |  |

#### Onzième circonscription (Armentières)
| Candidat       | Candidat                 | Parti          | Premier tour | Premier tour | Second tour | Second tour |  |
| Candidat       | Candidat                 | Parti          | Voix         | %            | Voix        | %           |  |
| -------------- | ------------------------ | -------------- | ------------ | ------------ | ----------- | ----------- |  |
|                | Yves Durand sortant      | PS (ADFP)      | 14 358       | 26,6         | 25 707      | 48,76       |  |
|                | Françoise Hostalier élue | UDF (PR)       | 10 212       | 18,92        | 27 015      | 51,24       |  |
|                | Georges Brice            | RPR            | 8 715        | 16,14        |             |             |  |
|                | Christophe Masselis      | FN             | 8 192        | 15,18        |             |             |  |
|                | Pierre Demessine         | PCF            | 4 844        | 8,97         |             |             |  |
|                | Philippe Buisine         | Les Verts (EÉ) | 4 022        | 7,45         |             |             |  |
|                | Nicole Mieloch           | LT-LNÉ         | 2 414        | 4,47         |             |             |  |
|                | Gérard Délimard          | LO             | 1 223        | 2,27         |             |             |  |
|                |                          |                |              |              |             |             |  |
| Inscrits       | Inscrits                 | Inscrits       | 78 985       | 100,00       | 78 984      | 100,00      |  |
| Abstentions    | Abstentions              | Abstentions    | 21 706       | 27,48        | 21 847      | 27,66       |  |
| Votants        | Votants                  | Votants        | 57 279       | 72,52        | 57 137      | 72,34       |  |
| Blancs et nuls | Blancs et nuls           | Blancs et nuls | 3 299        | 5,76         | 4 415       | 7,73        |  |
| Exprimés       | Exprimés                 | Exprimés       | 53 980       | 94,24        | 52 722      | 92,27       |  |

#### Douzième circonscription (Dunkerque-Ouest)
| Candidat       | Candidat           | Parti          | Premier tour | Premier tour | Second tour | Second tour |  |
| Candidat       | Candidat           | Parti          | Voix         | %            | Voix        | %           |  |
| -------------- | ------------------ | -------------- | ------------ | ------------ | ----------- | ----------- |  |
|                | Michel Delebarre   | PS (ADFP)      | 8 519        | 18,67        | 14 254      | 32,79       |  |
|                | Régis Fauchoit élu | Divers gauche  | 7 203        | 15,79        | 29 212      | 67,21       |  |
|                | Christian Hutin    | RPR (UPF)      | 7 089        | 15,54        |             |             |  |
|                | Philippe Eymery    | FN             | 6 266        | 13,74        |             |             |  |
|                | Gaston Tirmarche   | diss. PS       | 5 948        | 13,04        |             |             |  |
|                | Marcel Lefèvre     | Les Verts (EÉ) | 3 454        | 7,57         |             |             |  |
|                | Gérard Miroux      | PCF            | 2 553        | 5,6          |             |             |  |
|                | Georges Boutelier  | LT-LNÉ         | 2 012        | 4,41         |             |             |  |
|                | Jacques Volant     | LO             | 893          | 1,96         |             |             |  |
|                | Dominique Delevoye | PT             | 660          | 1,45         |             |             |  |
|                | André Herin        | Divers droite  | 475          | 1,05         |             |             |  |
|                | Nourredine Henni   | Divers         | 383          | 0,84         |             |             |  |
|                | Gérard Lust        | Divers droite  | 163          | 0,36         |             |             |  |
|                |                    |                |              |              |             |             |  |
| Inscrits       | Inscrits           | Inscrits       | 66 652       | 100,00       | 66 653      | 100,00      |  |
| Abstentions    | Abstentions        | Abstentions    | 18 063       | 27,1         | 18 609      | 27,92       |  |
| Votants        | Votants            | Votants        | 48 589       | 72,9         | 48 044      | 72,08       |  |
| Blancs et nuls | Blancs et nuls     | Blancs et nuls | 2 971        | 6,11         | 4 578       | 9,53        |  |
| Exprimés       | Exprimés           | Exprimés       | 45 618       | 93,89        | 43 466      | 90,47       |  |

#### Treizième circonscription (Dunkerque-Est)
| Candidat       | Candidat                 | Parti          | Premier tour | Premier tour | Second tour | Second tour |  |
| Candidat       | Candidat                 | Parti          | Voix         | %            | Voix        | %           |  |
| -------------- | ------------------------ | -------------- | ------------ | ------------ | ----------- | ----------- |  |
|                | Emmanuel Dewees élu      | RPR (UPF)      | 13 217       | 31,18        | 24 638      | 60          |  |
|                | André Delattre sortant   | PS (ADFP)      | 9 952        | 23,48        | 16 422      | 40          |  |
|                | Claude Prouvoyeur        | CNI            | 6 961        | 16,42        |             |             |  |
|                | Bertrand Meurisse        | FN             | 4 719        | 11,13        |             |             |  |
|                | Dominique Martin-Ferrari | GÉ (EÉ)        | 3 101        | 7,32         |             |             |  |
|                | José Kiecken             | PCF            | 2 141        | 5,05         |             |             |  |
|                | Georgette Delannoy       | LT-LNÉ         | 1 711        | 4,04         |             |             |  |
|                | Marcel Fossaert          | LCR            | 583          | 1,38         |             |             |  |
|                |                          |                |              |              |             |             |  |
| Inscrits       | Inscrits                 | Inscrits       | 63 143       | 100,00       | 63 142      | 100,00      |  |
| Abstentions    | Abstentions              | Abstentions    | 18 419       | 29,17        | 18 730      | 29,66       |  |
| Votants        | Votants                  | Votants        | 44 724       | 70,83        | 44 412      | 70,34       |  |
| Blancs et nuls | Blancs et nuls           | Blancs et nuls | 2 339        | 5,23         | 3 352       | 7,55        |  |
| Exprimés       | Exprimés                 | Exprimés       | 42 385       | 94,77        | 41 060      | 92,45       |  |

#### Quatorzième circonscription (Bergues)
| Candidat       | Candidat               | Parti          | Premier tour | Premier tour | Second tour | Second tour |  |
| Candidat       | Candidat               | Parti          | Voix         | %            | Voix        | %           |  |
| -------------- | ---------------------- | -------------- | ------------ | ------------ | ----------- | ----------- |  |
|                | Gabriel Deblock élu    | RPR            | 16 457       | 34,94        | 29 231      | 62,89       |  |
|                | Jean Le Garrec sortant | PS (ADFP)      | 8 429        | 17,9         | 17 247      | 37,11       |  |
|                | Claude Gosset          | UDF            | 5 136        | 10,91        |             |             |  |
|                | Yannick Le Floc'h      | FN             | 4 693        | 9,96         |             |             |  |
|                | René Patoor            | Les Verts (EÉ) | 3 393        | 7,2          |             |             |  |
|                | Bernard Fiolet         | Divers droite  | 3 088        | 6,56         |             |             |  |
|                | Alain Lenglet          | PCF            | 2 106        | 4,47         |             |             |  |
|                | Yves Sterckeman        | LT-LNÉ         | 1 644        | 3,49         |             |             |  |
|                | Marie-Claude Moreews   | PT             | 1 567        | 3,33         |             |             |  |
|                | Gérard Lahaeye         | Divers droite  | 584          | 1,24         |             |             |  |
|                |                        |                |              |              |             |             |  |
| Inscrits       | Inscrits               | Inscrits       | 65 366       | 100,00       | 65 366      | 100,00      |  |
| Abstentions    | Abstentions            | Abstentions    | 14 847       | 22,71        | 14 358      | 21,97       |  |
| Votants        | Votants                | Votants        | 50 519       | 77,29        | 51 008      | 78,03       |  |
| Blancs et nuls | Blancs et nuls         | Blancs et nuls | 3 422        | 6,77         | 4 530       | 8,88        |  |
| Exprimés       | Exprimés               | Exprimés       | 47 097       | 93,23        | 46 478      | 91,12       |  |

#### Quinzième circonscription (Hazebrouck)
| Candidat       | Candidat                 | Parti          | Premier tour | Premier tour | Second tour | Second tour |  |
| Candidat       | Candidat                 | Parti          | Voix         | %            | Voix        | %           |  |
| -------------- | ------------------------ | -------------- | ------------ | ------------ | ----------- | ----------- |  |
|                | Marie-Fanny Gournay élue | RPR            | 11 712       | 25,09        | 25 211      | 55,5        |  |
|                | Jean Delobel             | PS (ADFP)      | 10 712       | 22,95        | 20 213      | 44,5        |  |
|                | Michel Grasset           | UDF            | 9 189        | 19,69        |             |             |  |
|                | Guy Benault              | FN             | 4 901        | 10,5         |             |             |  |
|                | Alain Dubois             | GÉ (EÉ)        | 3 196        | 6,85         |             |             |  |
|                | Gilbert Nugou            | PCF            | 3 089        | 6,62         |             |             |  |
|                | Bernard Vanhoutte        | LT-LNÉ         | 2 257        | 4,84         |             |             |  |
|                | Bernard Defrance         | Divers droite  | 1 137        | 2,44         |             |             |  |
|                | Annie Masse              | LCR            | 478          | 1,02         |             |             |  |
|                |                          |                |              |              |             |             |  |
| Inscrits       | Inscrits                 | Inscrits       | 65 386       | 100,00       | 65 383      | 100,00      |  |
| Abstentions    | Abstentions              | Abstentions    | 15 375       | 23,51        | 15 932      | 24,37       |  |
| Votants        | Votants                  | Votants        | 50 011       | 76,49        | 49 451      | 75,63       |  |
| Blancs et nuls | Blancs et nuls           | Blancs et nuls | 3 340        | 6,68         | 4 027       | 8,14        |  |
| Exprimés       | Exprimés                 | Exprimés       | 46 671       | 93,32        | 45 424      | 91,86       |  |

#### Seizième circonscription (Aniche)
| Candidat       | Candidat                   | Parti               | Premier tour | Premier tour | Second tour | Second tour |  |
| Candidat       | Candidat                   | Parti               | Voix         | %            | Voix        | %           |  |
| -------------- | -------------------------- | ------------------- | ------------ | ------------ | ----------- | ----------- |  |
|                | Georges Hage sortant réélu | PCF                 | 19 088       | 37,24        | 30 845      | 60,55       |  |
|                | Patrick Vanandrewelt       | Divers droite (UPF) | 8 993        | 17,55        | 20 097      | 39,45       |  |
|                | Daniel Mio                 | PS (ADFP)           | 7 691        | 15,01        |             |             |  |
|                | Émile Messager             | FN                  | 6 975        | 13,61        |             |             |  |
|                | Annie Sterckeman           | LT-LNÉ              | 2 517        | 4,91         |             |             |  |
|                | Alain Pruvot               | Les Verts (EÉ)      | 2 441        | 4,76         |             |             |  |
|                | Didier Sniadach            | diss. UDF           | 2 389        | 4,66         |             |             |  |
|                | Laurence Viguié            | LO                  | 1 161        | 2,27         |             |             |  |
|                |                            |                     |              |              |             |             |  |
| Inscrits       | Inscrits                   | Inscrits            | 76 575       | 100,00       | 76 575      | 100,00      |  |
| Abstentions    | Abstentions                | Abstentions         | 22 074       | 28,83        | 21 825      | 28,5        |  |
| Votants        | Votants                    | Votants             | 54 501       | 71,17        | 54 750      | 71,5        |  |
| Blancs et nuls | Blancs et nuls             | Blancs et nuls      | 3 246        | 5,96         | 3 808       | 6,96        |  |
| Exprimés       | Exprimés                   | Exprimés            | 51 255       | 94,04        | 50 942      | 93,04       |  |

#### Dix-septième circonscription (Douai)
| Candidat       | Candidat            | Parti          | Premier tour | Premier tour | Second tour | Second tour |  |
| Candidat       | Candidat            | Parti          | Voix         | %            | Voix        | %           |  |
| -------------- | ------------------- | -------------- | ------------ | ------------ | ----------- | ----------- |  |
|                | Jacques Vernier élu | RPR (UPF)      | 18 268       | 38,04        | 24 114      | 50,35       |  |
|                | Marc Dolez sortant  | PS (ADFP)      | 11 374       | 23,69        | 23 780      | 49,65       |  |
|                | Pierre Lefebvre     | PCF            | 7 819        | 16,28        |             |             |  |
|                | Jean-Marie Lamare   | FN             | 5 716        | 11,9         |             |             |  |
|                | Victor Sion         | Les Verts (EÉ) | 2 446        | 5,09         |             |             |  |
|                | Nicole Castelain    | LT-LNÉ         | 1 485        | 3,09         |             |             |  |
|                | René Pecqueur       | LO             | 909          | 1,89         |             |             |  |
|                |                     |                |              |              |             |             |  |
| Inscrits       | Inscrits            | Inscrits       | 72 158       | 100,00       | 72 157      | 100,00      |  |
| Abstentions    | Abstentions         | Abstentions    | 22 292       | 30,89        | 21 642      | 29,99       |  |
| Votants        | Votants             | Votants        | 49 866       | 69,11        | 50 515      | 70,01       |  |
| Blancs et nuls | Blancs et nuls      | Blancs et nuls | 1 849        | 3,71         | 2 621       | 5,19        |  |
| Exprimés       | Exprimés            | Exprimés       | 48 017       | 96,29        | 47 894      | 94,81       |  |

#### Dix-huitième circonscription (Cambrai)
| Candidat       | Candidat             | Parti          | Premier tour | Premier tour | Second tour | Second tour |  |
| Candidat       | Candidat             | Parti          | Voix         | %            | Voix        | %           |  |
| -------------- | -------------------- | -------------- | ------------ | ------------ | ----------- | ----------- |  |
|                | Claude Pringalle élu | RPR (UPF)      | 20 403       | 38,69        | 29 490      | 55,36       |  |
|                | Jacques Warin        | PS (ADFP)      | 11 479       | 21,77        | 23 779      | 44,64       |  |
|                | Jacques Disdier      | FN             | 7 492        | 14,21        |             |             |  |
|                | Édouard Tricquet     | PCF            | 7 189        | 13,63        |             |             |  |
|                | Maggie Cuvillier     | Les Verts (EÉ) | 3 961        | 7,51         |             |             |  |
|                | Marie-Lise Delannoy  | LT-LNÉ         | 2 211        | 4,19         |             |             |  |
|                |                      |                |              |              |             |             |  |
| Inscrits       | Inscrits             | Inscrits       | 76 517       | 100,00       | 76 513      | 100,00      |  |
| Abstentions    | Abstentions          | Abstentions    | 20 601       | 26,92        | 18 638      | 24,36       |  |
| Votants        | Votants              | Votants        | 55 916       | 73,08        | 57 875      | 75,64       |  |
| Blancs et nuls | Blancs et nuls       | Blancs et nuls | 3 181        | 5,69         | 4 606       | 7,96        |  |
| Exprimés       | Exprimés             | Exprimés       | 52 735       | 94,31        | 53 269      | 92,04       |  |

#### Dix-neuvième circonscription (Denain)
| Candidat       | Candidat                      | Parti          | Premier tour | Premier tour | Second tour | Second tour |  |
| Candidat       | Candidat                      | Parti          | Voix         | %            | Voix        | %           |  |
| -------------- | ----------------------------- | -------------- | ------------ | ------------ | ----------- | ----------- |  |
|                | René Carpentier sortant réélu | PCF            | 18 388       | 35,36        | 30 090      | 61,05       |  |
|                | Bernard Godin                 | RPR (UPF)      | 10 457       | 20,11        | 19 199      | 38,95       |  |
|                | Roland Veaux                  | PS (ADFP)      | 8 276        | 15,91        |             |             |  |
|                | Serge Thomas                  | FN             | 7 982        | 15,35        |             |             |  |
|                | Régis Dufour-Lefort           | GÉ (EÉ)        | 3 840        | 7,38         |             |             |  |
|                | Corinne Béghin                | LT-LNÉ         | 3 062        | 5,89         |             |             |  |
|                |                               |                |              |              |             |             |  |
| Inscrits       | Inscrits                      | Inscrits       | 76 570       | 100,00       | 76 569      | 100,00      |  |
| Abstentions    | Abstentions                   | Abstentions    | 21 493       | 28,07        | 23 071      | 30,13       |  |
| Votants        | Votants                       | Votants        | 55 077       | 71,93        | 53 498      | 69,87       |  |
| Blancs et nuls | Blancs et nuls                | Blancs et nuls | 3 072        | 5,58         | 4 209       | 7,87        |  |
| Exprimés       | Exprimés                      | Exprimés       | 52 005       | 94,42        | 49 289      | 92,13       |  |

#### Vingtième circonscription (Saint-Amand-les-Eaux)
| Candidat       | Candidat                    | Parti          | Premier tour | Premier tour | Second tour | Second tour |  |
| Candidat       | Candidat                    | Parti          | Voix         | %            | Voix        | %           |  |
| -------------- | --------------------------- | -------------- | ------------ | ------------ | ----------- | ----------- |  |
|                | Alain Bocquet sortant réélu | PCF            | 18 202       | 35,47        | 28 792      | 57          |  |
|                | Claude Larcanche            | UDF (PSD)      | 13 185       | 25,69        | 21 720      | 43          |  |
|                | Francis Berkmans            | PS (ADFP)      | 5 653        | 11,02        |             |             |  |
|                | Michelle Beal               | FN             | 8 008        | 15,6         |             |             |  |
|                | Benjamin Dutouquet          | GÉ (EÉ)        | 3 655        | 7,12         |             |             |  |
|                | Jean-Paul Dubois            | LT-LNÉ         | 1 219        | 2,38         |             |             |  |
|                | Jean-Pierre Lecesne         | LO             | 1 038        | 2,02         |             |             |  |
|                | Robert Martinez             | PLN            | 357          | 0,7          |             |             |  |
|                |                             |                |              |              |             |             |  |
| Inscrits       | Inscrits                    | Inscrits       | 78 160       | 100,00       | 78 160      | 100,00      |  |
| Abstentions    | Abstentions                 | Abstentions    | 24 044       | 30,76        | 23 975      | 30,67       |  |
| Votants        | Votants                     | Votants        | 54 116       | 69,24        | 54 185      | 69,33       |  |
| Blancs et nuls | Blancs et nuls              | Blancs et nuls | 2 799        | 5,17         | 3 673       | 6,78        |  |
| Exprimés       | Exprimés                    | Exprimés       | 51 317       | 94,83        | 50 512      | 93,22       |  |

#### Vingt-et-unième circonscription (Valenciennes)
| Candidat                                         | Candidat              | Parti               | Premier tour | Premier tour | Second tour | Second tour |  |
| Candidat                                         | Candidat              | Parti               | Voix         | %            | Voix        | %           |  |
| ------------------------------------------------ | --------------------- | ------------------- | ------------ | ------------ | ----------- | ----------- |  |
|                                                  | Jean-Louis Borloo élu | Divers droite (UPF) | 24 709       | 48,98        | 31 622      | 63,07       |  |
|                                                  | Fabien Thiémé sortant | PCF                 | 11 629       | 23,05        | 18 514      | 36,93       |  |
|                                                  | Dominique Slabolepszy | FN                  | 6 553        | 12,99        |             |             |  |
|                                                  | Bernard Frimat        | PS (ADFP)           | 3 609        | 7,15         |             |             |  |
|                                                  | Jean-Pierre Lartige   | Les Verts (EÉ)      | 1 731        | 3,43         |             |             |  |
|                                                  | Jean-Pierre Neri      | LT-LNÉ              | 1 107        | 2,19         |             |             |  |
|                                                  | Martial Esmans        | LO                  | 709          | 1,41         |             |             |  |
|                                                  | André Czapski         | MDC                 | 399          | 0,79         |             |             |  |
|                                                  |                       |                     |              |              |             |             |  |
| Inscrits                                         | Inscrits              | Inscrits            | 75 316       | 100,00       | 75 317      | 100,00      |  |
| Abstentions                                      | Abstentions           | Abstentions         | 23 104       | 30,68        | 22 900      | 30,4        |  |
| Votants                                          | Votants               | Votants             | 52 212       | 69,32        | 52 417      | 69,6        |  |
| Blancs et nuls                                   | Blancs et nuls        | Blancs et nuls      | 1 766        | 3,38         | 2 281       | 4,35        |  |
| Exprimés                                         | Exprimés              | Exprimés            | 50 446       | 96,62        | 50 136      | 95,65       |  |
| Source : CDSP et Le Monde du 30 mars 1993, p. 40 |                       |                     |              |              |             |             |  |

#### Vingt-deuxième circonscription (Le Quesnoy)
| Candidat       | Candidat                         | Parti          | Premier tour | Premier tour | Second tour | Second tour |  |
| Candidat       | Candidat                         | Parti          | Voix         | %            | Voix        | %           |  |
| -------------- | -------------------------------- | -------------- | ------------ | ------------ | ----------- | ----------- |  |
|                | Christian Bataille sortant réélu | PS (ADFP)      | 11 057       | 21,42        | 25 671      | 50,63       |  |
|                | Claude Wargnies                  | PCF            | 9 885        | 19,15        | Retrait     | Retrait     |  |
|                | Serge Machepy                    | UDF (PSD)      | 9 691        | 18,78        | 25 036      | 49,37       |  |
|                | Jean-Marie Lemaire               | Divers droite  | 9 148        | 17,72        |             |             |  |
|                | Michel Locoche                   | FN             | 6 881        | 13,33        |             |             |  |
|                | Maryse Demoulin                  | GÉ (EÉ)        | 2 527        | 4,9          |             |             |  |
|                | Colette Hagard                   | LT-LNÉ         | 1 392        | 2,7          |             |             |  |
|                | Christian Deflandre              | CNIP           | 572          | 1,11         |             |             |  |
|                | Bertrand Bauduin                 | UDI            | 461          | 0,89         |             |             |  |
|                |                                  |                |              |              |             |             |  |
| Inscrits       | Inscrits                         | Inscrits       | 73 268       | 100,00       | 73 266      | 100,00      |  |
| Abstentions    | Abstentions                      | Abstentions    | 18 400       | 25,11        | 17 621      | 24,05       |  |
| Votants        | Votants                          | Votants        | 54 868       | 74,89        | 55 645      | 75,95       |  |
| Blancs et nuls | Blancs et nuls                   | Blancs et nuls | 3 254        | 5,93         | 4 938       | 8,87        |  |
| Exprimés       | Exprimés                         | Exprimés       | 51 614       | 94,07        | 50 707      | 91,13       |  |

#### Vingt-troisième circonscription (Maubeuge)
| Candidat       | Candidat                | Parti          | Premier tour | Premier tour | Second tour | Second tour |  |
| Candidat       | Candidat                | Parti          | Voix         | %            | Voix        | %           |  |
| -------------- | ----------------------- | -------------- | ------------ | ------------ | ----------- | ----------- |  |
|                | Jean-Claude Decagny élu | UDF (PSD)      | 13 086       | 30,34        | 19 481      | 43,32       |  |
|                | Claude Deresnes         | FN             | 10 581       | 24,53        | 9 870       | 21,95       |  |
|                | Annick Mattighello      | PCF            | 8 400        | 19,48        | 15 614      | 34,72       |  |
|                | Umberto Battist sortant | PS (ADFP)      | 5 877        | 13,63        |             |             |  |
|                | Bernard Charette        | Les Verts (EÉ) | 1 857        | 4,31         |             |             |  |
|                | Michèle Mélique         | LT-LNÉ         | 1 464        | 3,39         |             |             |  |
|                | Martine Dupont          | LO             | 942          | 2,18         |             |             |  |
|                | Patrick Degardin        | Divers droite  | 924          | 2,14         |             |             |  |
|                |                         |                |              |              |             |             |  |
| Inscrits       | Inscrits                | Inscrits       | 66 631       | 100,00       | 66 634      | 100,00      |  |
| Abstentions    | Abstentions             | Abstentions    | 21 393       | 32,11        | 19 966      | 29,96       |  |
| Votants        | Votants                 | Votants        | 45 238       | 67,89        | 46 668      | 70,04       |  |
| Blancs et nuls | Blancs et nuls          | Blancs et nuls | 2 107        | 4,66         | 1 703       | 3,65        |  |
| Exprimés       | Exprimés                | Exprimés       | 43 131       | 95,34        | 44 965      | 96,35       |  |

#### Vingt-quatrième circonscription (Avesnes-sur-Helpe)
| Candidat       | Candidat              | Parti          | Premier tour | Premier tour | Second tour | Second tour |  |
| Candidat       | Candidat              | Parti          | Voix         | %            | Voix        | %           |  |
| -------------- | --------------------- | -------------- | ------------ | ------------ | ----------- | ----------- |  |
|                | Alain Poyart élu      | RPR (UPF)      | 12 218       | 27,42        | 23 954      | 54,25       |  |
|                | Marcel Dehoux sortant | PS (ADFP)      | 10 015       | 22,47        | 20 193      | 45,74       |  |
|                | Joël Wilmotte         | Divers droite  | 8 763        | 19,66        | Retrait     | Retrait     |  |
|                | Alain Berteaux        | PCF            | 4 884        | 10,96        |             |             |  |
|                | Daniel Duhamel        | FN             | 4 786        | 10,74        |             |             |  |
|                | Denis Williame        | Les Verts (EÉ) | 1 694        | 3,80         |             |             |  |
|                | Christian Delannoy    | LT-LNÉ         | 1 210        | 2,71         |             |             |  |
|                | Pascal Alessandrini   | LO             | 988          | 2,21         |             |             |  |
|                |                       |                |              |              |             |             |  |
| Inscrits       | Inscrits              | Inscrits       | 64 753       | 100,00       | 64 753      | 100,00      |  |
| Abstentions    | Abstentions           | Abstentions    | 18 022       | 27,83        | 17 064      | 26,35       |  |
| Votants        | Votants               | Votants        | 46 731       | 72,17        | 47 689      | 73,65       |  |
| Blancs et nuls | Blancs et nuls        | Blancs et nuls | 2 173        | 4,65         | 3 542       | 7,43        |  |
| Exprimés       | Exprimés              | Exprimés       | 44 558       | 95,35        | 44 147      | 92,57       |  |